# Ca' Nani
Villa Nani, Trieste, Fanzago ovvero Ca' Nani è una villa veneta ubicata a Maser in piazzale Municipio 1, in provincia di Treviso.

## Storia e descrizione
In origine era residenza della nobile famiglia veneziana dei Nani. In seguito la proprietà passò ai conti Pellegrini Trieste e poi ai Fanzago con le seconde nozze di Luigi Pietro Fanzago con Laura dei conti Pellegrini Trieste (la prima moglie era stata Matilde Malaspina deceduta in giovane età).
Ai piedi della scala che porta al primo piano è incisa la data 1876 e lo stemma della nobile famiglia Fanzago. In realtà non si tratta dello stemma dei Fanzago completo in tutti i suoi componenti ma di un disegno che ne riprende solo alcuni elementi come la caratteristica torre merlata alla guelfa, aperta e finestrata,  identico a quello dipinto su un soffitto della Villa Fanzago a Bassano del Grappa.
Durante la prima guerra mondiale la villa fu usata come reparto dell'ospedale da campo.
Nel 1927 Luigi Fanzago (nato a Padova il 22 gennaio 1881 e deceduto a Bassano del Grappa il 28 febbraio 1938), figlio di Francesco Luigi Fanzago e di Amalia Michieli, vendette la villa al Comune di Maser per andare a trasferirsi nella villa Fanzago di Bassano del Grappa.
I radicali restauri eseguiti negli anni '80 del Novecento hanno messo in luce i soffitti a travature dipinte e i pavimenti in terrazzo alla veneziana.
Nel cortile della villa è presente un'antica meridiana ancora funzionante. Il complesso comprende anche il seicentesco piccolo oratorio di San Giovanni Battista.

## Galleria d'immagini

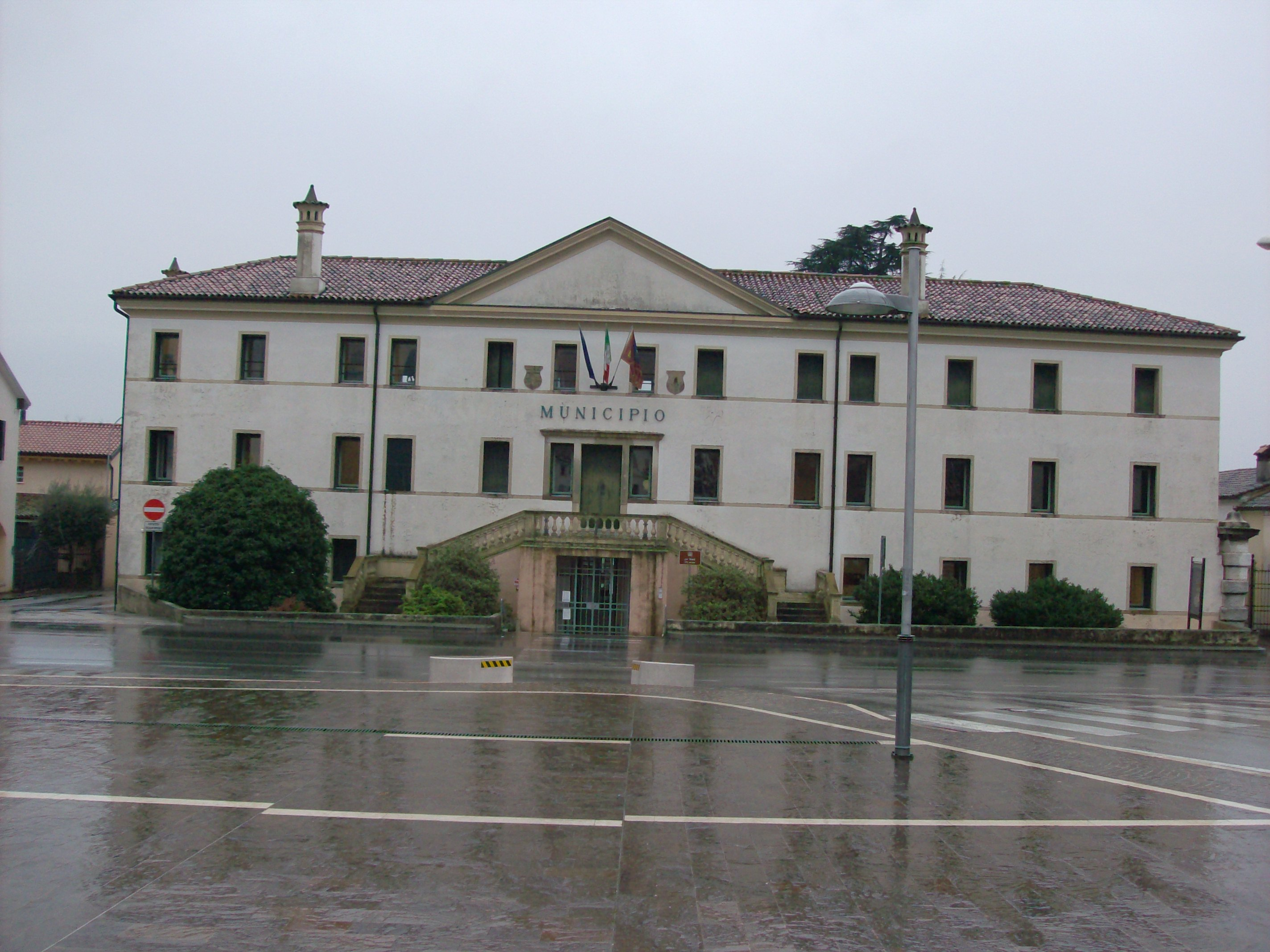
Facciata della villa
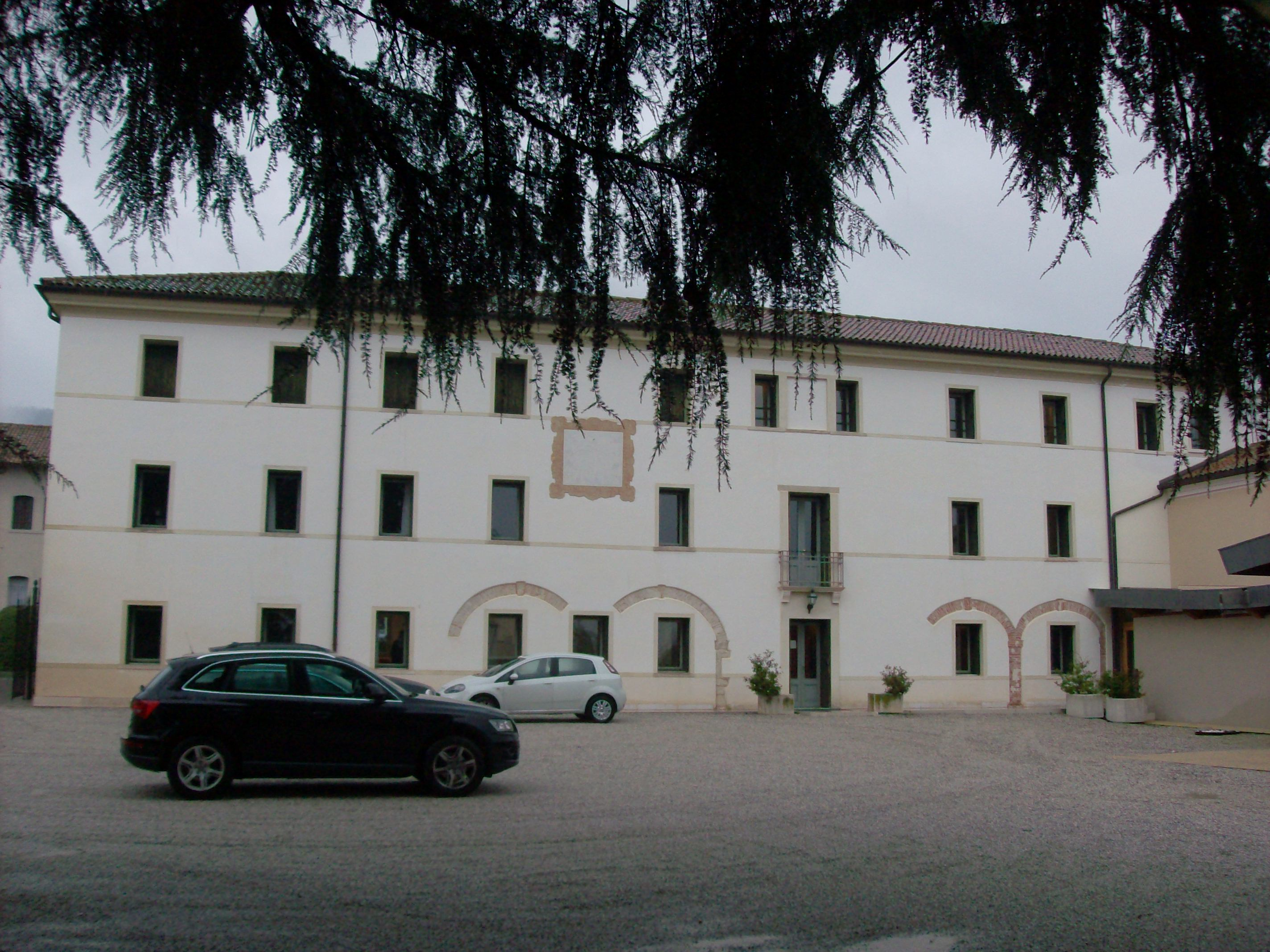
Cortile della villa
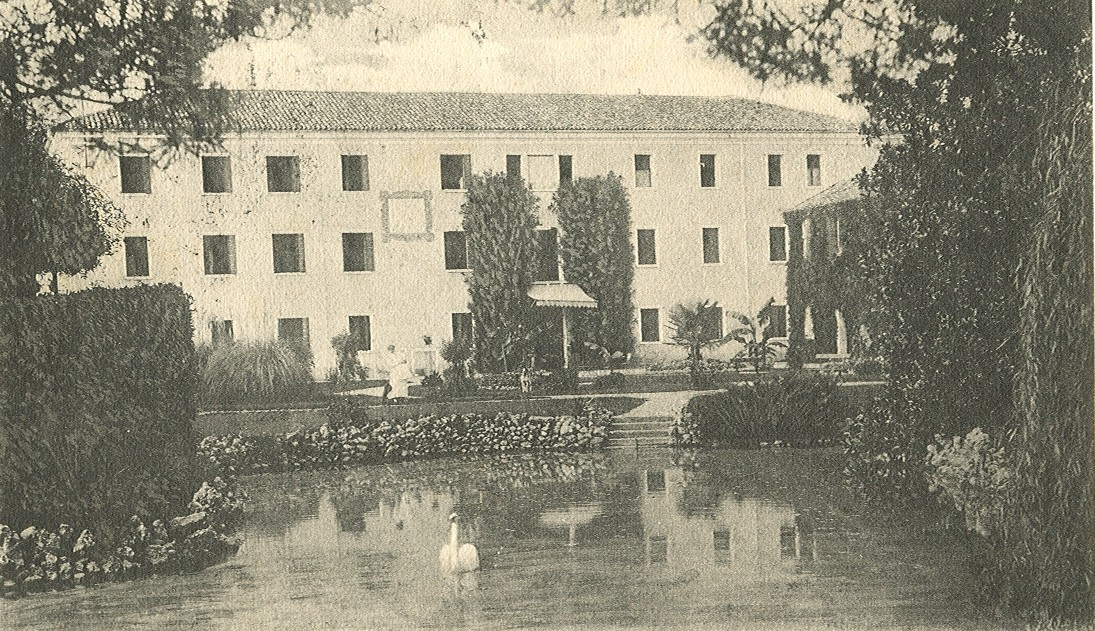
Foto d'epoca che raffigura il giardino di villa Fanzago
Stemma della famiglia Fanzago
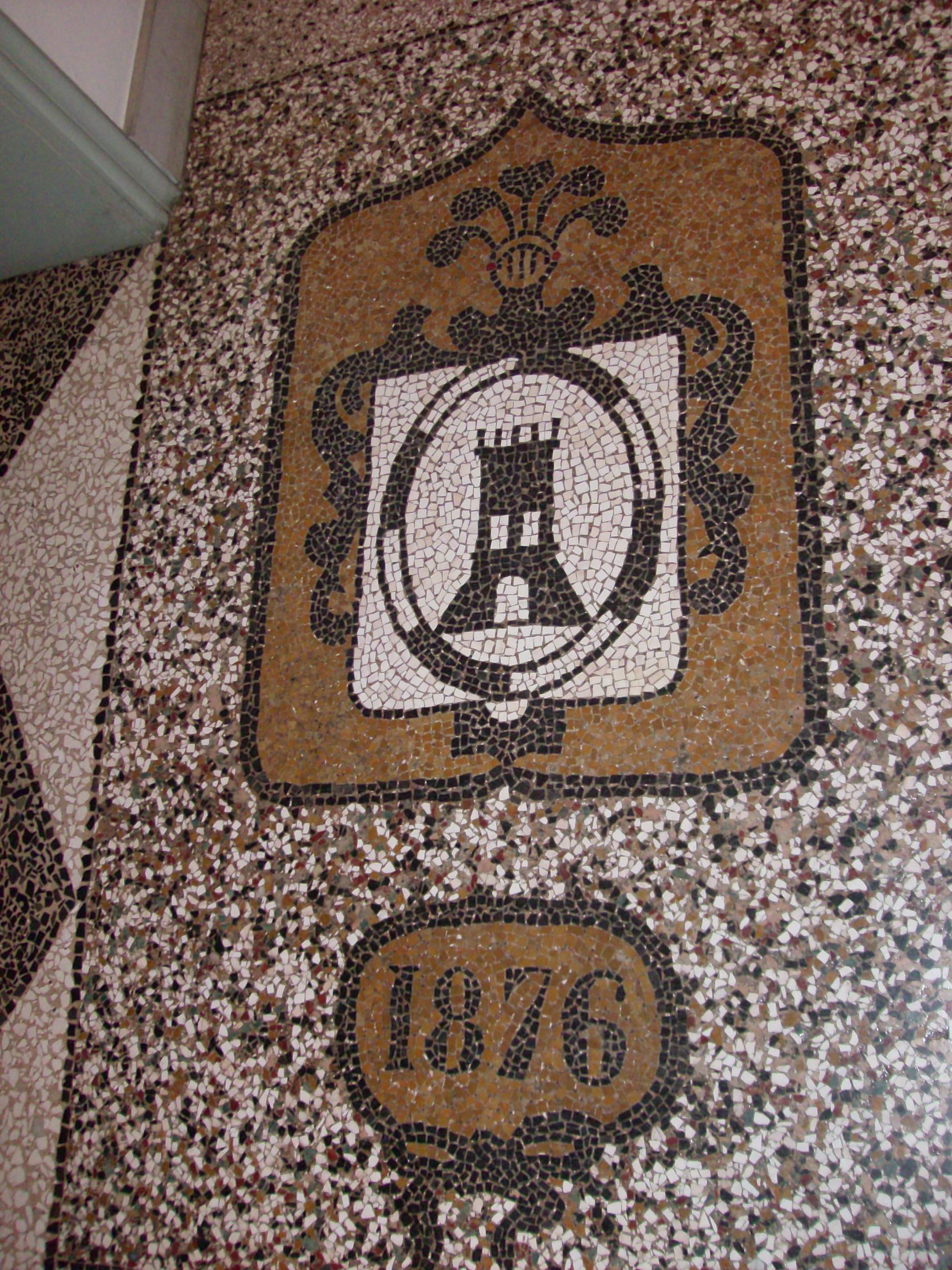
Emblema della nobile famiglia Fanzago nel pavimento della villa, identico a quello presente nel soffitto della Villa Fanzago a Bassano del Grappa